# Katedra w Ely
Katedra w Ely (dokładnie – Kościół Katedralny Świętej i Niepodzielnej Trójcy w Ely, ang. Ely Cathedral) – anglikańska katedra gotycka w diecezji Ely, siedziba anglikańskiego biskupa Ely, znajdująca się w mieście Ely w hrabstwie Cambridgeshire w Wielkiej Brytanii.
Budowę katedry rozpoczęto za panowania Wilhelma Zdobywcy w 1083 r. Trwała aż do XIV w.
Katedra, mierząca 565 stóp (ok. 172 m), jest najdłuższym gotyckim kościołem nie tylko w Anglii, ale także w Europie, jednak prawdopodobnie ze względu na lokalizację, żadne większe miasto nie zostało tu zbudowane. Górując nad okolicą, do dziś pozostaje przykładem wielkości średniowiecznych zakonów.